# Hudson (Carolina del Nord)
Hudson è una città degli Stati Uniti d'America situata nella Carolina del Nord, nella Contea di Caldwell.